# Belgische lokale verkiezingen 2024
De Belgische provincieraads-, gemeenteraads- en districtsraadsverkiezingen van 2024 vonden plaats op zondag 13 oktober 2024, zes jaar na de lokale verkiezingen van 2018 en vier maanden na de federale verkiezingen van 9 juni 2024.

## Te verkiezen mandaten
De Belgische kiezer kon zijn stem uitbrengen:
- in Vlaanderen en Wallonië: voor de 10 provincieraden (in het Brussels Hoofdstedelijk Gewest bestaat de provincie als bestuursniveau niet);
- in heel België: voor de 565 gemeenteraden;
- in de stad Antwerpen: ook voor de 10 districtsraden;
- en in de zes Vlaamse randgemeenten met taalfaciliteiten rond Brussel en in de faciliteitengemeenten Komen-Waasten en Voeren: voor de schepenen, de OCMW-raden en het vast bureau van die OCMW-raden.

Het aantal gemeenten daalt van 300 naar 285 in Vlaanderen (waarvan er eentje het tiende district van Antwerpen wordt) en van 262 naar 261 in Wallonië.
Er waren in totaal 13.356 gemeenteraadsleden, 404 provincieraadsleden en 238 districtsraadsleden te verkiezen.

## Regelgeving en organisatie
Sinds de bijzondere wet van 13 juli 2001 zijn de drie gewesten (zijnde het Vlaamse Gewest, het Waalse Gewest en het Brussels Hoofdstedelijk Gewest) bevoegd voor de organisatie van de lokale verkiezingen. Het Waals Gewest heeft op zijn beurt de Duitstalige Gemeenschap bevoegd gemaakt voor de gemeenteraadsverkiezingen van de Duitstalige gemeenten.

### Stemrecht en coalitievorming
Het Vlaams Parlement heeft met het decreet ‘Versterking lokale democratie’ van 16 juli 2021 enkele hervormingen goedgekeurd die vanaf de verkiezingen van 2024 geldig zijn. Zo is er, in tegenstelling tot de Europese, federale en regionale verkiezingen die op zondag 9 juni 2024 plaatsvonden, in Vlaanderen geen opkomstplicht meer voor de lokale verkiezingen. De lijststem verdween; alleen het aantal voorkeurstemmen bepaalt wie verkozen wordt.  De kandidaat met de meeste voorkeurstemmen van de grootste lijst heeft twee weken het exclusief recht om een coalitie te vormen. De kandidaat met de meeste voorkeurstemmen van de grootste partij binnen de meerderheidscoalitie wordt burgemeester. Het kan dus niet meer dat de kleinste coalitiepartner de burgemeester levert.

### Gemeentefusies
Daarnaast had de Vlaamse regering de ambitie om meer gemeenten te laten fuseren dan er tijdens de voorgaande legislatuur doorgevoerd zijn. Bij fusies die voor een decretale deadline goedgekeurd werden, werd bij deze verkiezingen de gemeenteraad voor de nieuwe fusiegemeente verkozen. Er waren een aantal fusies in voorbereiding tegen de verkiezingen van 2024. 28 gemeenten hebben een principiële beslissing genomen om te fuseren tot 13 nieuwe fusiegemeenten. Allen namen uiterlijk 31 december 2023 een definitieve beslissing. Bij deze fusies fuseerde één gemeente, Borsbeek, met de stad Antwerpen en werd een nieuw district van Antwerpen.
Aan Waalse kant fuseerden Bastenaken en Bertogne: de verkiezingen vonden hier plaats voor een eengemaakte gemeenteraad voor de nieuwe fusiegemeente.

### Kiesgerechtigden
Stemgerechtigden zijn Belgen vanaf 18 jaar die in België wonen en op 1 augustus ingeschreven werden in de kiezerslijsten. Voor de gemeenteraadsverkiezingen konden ook inwoners met een andere nationaliteit die zich in hun gemeente als kiezer hebben laten registreren, stemmen. 
Hieronder zijn de aantallen kiezers te vinden, zoals vastgesteld op 1 augustus 2024:
|                         | Belgen    | EU-burgers           | EU-burgers         | Niet-EU-burgers      | Niet-EU-burgers    | Totaal    |
| Ingeschreven            | Belgen    | % van het potentieel | Ingeschreven       | % van het potentieel |                    | Totaal    |
| ----------------------- | --------- | -------------------- | ------------------ | -------------------- | ------------------ | --------- |
| Brussel-Hoofdstad       | 599.132   | 41.251               | 17,09% van 241.417 | 9.192                | 13,25% van 69.383  | 649.575   |
| Vlaanderen              | 4.927.307 | 36.592               | 10,40% van 351.825 | 8.221                | 7,67% van 107.180  | 4.972.120 |
| Wallonië (zonder DG)    | 2.561.360 | 55.349               | 24,60% van 224.986 | 10.336               | 18,62% van 55.515  | 2.627.045 |
| Duitstalige Gemeenschap | 49.706    | 1.845                | 15,53% van 11.879  | 31                   | 2,62% van 1.183    | 51.582    |
| Totaal voor België      | 8.137.505 | 135.037              | 16,27% van 830.107 | 27.780               | 11,91% van 233.261 | 8.300.322 |

### Stemming
Er werd deels met potlood en papier gestemd en deels elektronisch. In Vlaanderen stemden 141 gemeenten met papier en 159 elektronisch. Brussel en de Duitstalige Gemeenschap stemden volledig elektronisch. Wallonië (zonder de Duitstalige Gemeenschap) stemde volledig met potlood en papier. Dit is dezelfde situatie als op 9 juni 2024, toen Sint-Genesius-Rode en Sint-Pieters-Leeuw voor het eerst elektronisch stemden. Buiten deze twee gemeenten, was de situatie dezelfde als in 2019.
De stembureaus waar met papier gestemd werd, waren open van 8 tot 13 uur. De stembureaus waar met een stemcomputer gestemd werd, zijn open van 8 tot 16 uur in Brussel en Wallonië en van 8 tot 15 uur in Vlaanderen.

### Na de verkiezingen
De uittredende raden en besturen bleven na de verkiezingen nog even in functie. Een meerderheid van de nieuw verkozen raadsleden ondertekende voordrachtsakten voor een deputatie (voor provincies) en de aanstelling van burgemeesters en schepenen (voor gemeenten en districten). In Vlaanderen worden de burgemeesters officieel benoemd door de Vlaamse Regering en leggen ze de eed af in handen van de provinciegouverneur, in Brussel bij de minister-president en in Wallonië bij de gemeenteraadsvoorzitter.
De installatie van de verkozen raden gebeurt op de volgende momenten:
- Vlaamse provincieraden: op een van de eerste vijf werkdagen van december (Art. 7 Provinciedecreet)
- Vlaamse gemeenteraden: op een van de eerste vijf werkdagen van december (Art. 6 Decreet Lokaal Bestuur); voordien was dit pas in januari
- Brusselse gemeenteraden: op een van de eerste vijf werkdagen van december
- Waalse provincieraden: eind oktober (Art. L6111-1 CDLD)
- Waalse gemeenteraden: begin december (Art. L1122-3 CDLD)

## Politieke context
Na de Europese, federale en regionale verkiezingen van juni 2024 gingen de verschillende regeringsonderhandelingen van start. Al snel werd een Duitstalige, Franstalige en Waalse regering gevormd. De onderhandelingen voor een federale, Vlaamse en Brusselse regering raakten echter niet tijdig rond voor de start van de campagne voor de lokale verkiezingen. Partijen vrezen toegevingen te moeten doen, zo dicht bij verkiezingen.
Federaal dienen partijen wetsvoorstellen in het parlement in, maar er is afgesproken dat ze niet mogen worden goedgekeurd. De wetsvoorstellen laten politici toe om zich te profileren in aanloop naar de gemeenteraadsverkiezingen.
In Brussel hebben de Franstalige partijen een voorstel ingediend in het Brussels Parlement over het uitstel van de lage-emissiezone, wat niet in goede aarde viel bij Vlaams-Brussels formateur Elke Van den Brandt (Groen).
De campagne voor de lokale verkiezingen vond dus plaats met de achtergrond van de recente parlementsverkiezingen.

## Brussels Hoofdstedelijk Gewest
De gemeenteraden van de 19 Brusselse gemeenten werden verkozen. In totaal werden er 703 raadsleden verkozen, 8 meer dan 6 jaar geleden. 4 gemeenten kregen 2 raadsleden bij door bevolkingsaangroei.
De volgorde van de lijstnummers van de politieke partijen was als volgt toegewezen:
1. Vooruit
2. DéFI
3. CD&V
4. Groen
5. PS
6. MR
7. Ecolo
8. Les Engagés
9. N-VA
10. Vlaams Belang
11. Team Fouad Ahidar
12. Open Vld
13. PTB-PVDA

In veel gemeenten was mobiliteit een belangrijk thema, na de uitrol van Good Move-circulatieplannen en de tegenstand ertegen.

### Gemeenten
| Gemeente               | aantal raadsleden |
| ---------------------- | ----------------- |
| Anderlecht             | 47                |
| Brussel                | 49                |
| Elsene                 | 43                |
| Etterbeek              | 35                |
| Evere                  | 35                |
| Ganshoren              | 29 (+2)           |
| Jette                  | 37                |
| Koekelberg             | 27                |
| Oudergem               | 33 (+2)           |
| Schaarbeek             | 47                |
| Sint-Agatha-Berchem    | 29 (+2)           |
| Sint-Gillis            | 35                |
| Sint-Jans-Molenbeek    | 45                |
| Sint-Joost-ten-Node    | 29                |
| Sint-Lambrechts-Woluwe | 39 (+2)           |
| Sint-Pieters-Woluwe    | 35                |
| Ukkel                  | 43                |
| Vorst                  | 37                |
| Watermaal-Bosvoorde    | 29                |
| TOTAAL                 | 703               |

In zes gemeenten haalde één lijst een absolute meerderheid van de zetels: in Evere (PS met lijsttrekker Ridouane Chahid), Sint-Lambrechts-Woluwe (LB met lijsttrekker Olivier Maingain), Oudergem (Défi met lijsttrekker Sophie de Vos), Koekelberg (PS met lijsttrekker Ahmed Laaouej), Sint-Joost-ten-Noode (LB met lijsttrekker Emir Kir) en Sint-Pieters-Woluwe (Les Engagés met lijsttrekker Benoît Cerexhe).
Het Rechtscollege van het Brussels Parlement heeft de verkiezingen in Sint-Joost-ten-Node ongeldig verklaard.

## Vlaanderen

Aanplakbord in Leuven voor de lokale verkiezingen van 2024

Vanaf 1 januari 2025 telt Vlaanderen 221 lokale mandatarissen minder tellen dan ervoor:
- In totaal verdwenen bij de nieuwe fusiegemeenten 351 mandatarissen: 16 schepenen, 247 gemeenteraadsleden en 88 leden van het bijzonder comité voor de sociale dienst. In Antwerpen zijn er 30 mandatarissen verdwenen, in Limburg 96, in Oost-Vlaanderen 151, in Vlaams-Brabant 40 en in West-Vlaanderen 41.
- In 50 gemeenten kwamen er 120 mandatarissen bij ten gevolge van de bevolkingsgroei, waarvan 14 schepenen, 88 gemeenteraadsleden en 18 extra leden voor het bijzonder comité voor de sociale dienst.
- Netto zijn er dus 2 schepenen, 159 gemeenteraadsleden en 70 BCSD-leden minder. In de provincie Antwerpen steeg het netto aantal mandatarissen; in de andere provincies daalde dit aantal.
- In de Antwerpse districten kwamen 17 raadsleden bij (15 voor het nieuwe district Borsbeek en 2 voor Hoboken).

Op 3 september 2024 werden in Vlaanderen de gemeenschappelijke lijstnummers geloot:
1. Vooruit
2. PVDA
3. cd&v
4. Vlaams Belang
5. N-VA
6. Open Vld
7. Groen

Daarnaast waren er heel wat lokale partijen, die een nummer toegewezen krijgen vanaf 8.
Na het aanzienlijke verlies van Open Vld bij de verkiezingen van juni 2024, stapten slechts weinig afdelingen van Open Vld ook als Open Vld naar de kiezer voor de gemeenteraadsverkiezingen. Veel andere lokale afdelingen kozen een lokale naam.
In Vlaanderen waren er 33.190 kandidaten voor de gemeenteraden. De leeftijd ging van 18 tot 96 jaar, met een gemiddelde van 50 jaar.
In de gemeenten Lo-Reninge en Herstappe werd maar één lijst ingediend. De lijsttrekker werd automatisch de burgemeester. Er was vond dus geen gemeenteraadsverkiezing plaats, maar wel een provincieraadsverkiezing.
In 118 gemeenten haalde één lijst een absolute meerderheid van de zetels, vaak cd&v. In Mesen, Spiere-Helkijn en Zuienkerke (alle drie West-Vlaanderen) behaalde de grootste lijst zelfs alle zetels.
De opkomst lag rond de 64% in Vlaanderen. De laagste opkomst was in Eeklo met 53,7% en de hoogste in Mesen met 81,7%. Tijdens de marathonuitzending van VRT NWS kreeg die zondag van de kijkers de benaming 'Zijlijnzondag', verwijzend naar de vele burgers die op de zijlijn eerder toekeken naar de gebeurtenissen van die dag maar niet gingen stemmen.

### Antwerpen

#### Provincieraad
Voor de verkiezingen voor de provincieraad (36 zetels in totaal) werd de provincie Antwerpen ingedeeld in drie kieskringen, die overeenkomen met de drie arrondissementen Antwerpen (20 zetels), Mechelen (7 zetels) en Turnhout (9 zetels). 

#### Antwerpen (stad)
Bart De Wever (N-VA) was kandidaat om burgemeester van Antwerpen te blijven. De lijsttrekkers van de andere nationale partijen waren: Jos D'Haese (PVDA), Kathleen Van Brempt (Vooruit), Pieter De Cock (CD&V), Bogdan Vanden Berghe (Groen), Filip Dewinter (Vlaams Belang) en Willem-Frederik Schiltz (Open Vld). Op basis van de peilingen maakte de media een tweestrijd tussen De Wever (N-VA) en D'Haese (PVDA) om het burgemeesterschap.

#### Antwerpen (districten)
De 10 districtsraden werden verkozen. Hoboken kreeg er 2 raadsleden bij ({{{1}}}) door bevolkingsaangroei. Door de fusie verloor Borsbeek zijn 21 gemeenteraadszetels, die door 15 districtsraadszetels worden vervangen.
| District                    | aantal raadsleden |
| --------------------------- | ----------------- |
| Antwerpen                   | 33                |
| Berchem                     | 25                |
| Berendrecht-Zandvliet-Lillo | 15                |
| Borgerhout                  | 25                |
| Borsbeek                    | 15 (+15)          |
| Deurne                      | 29                |
| Ekeren                      | 21                |
| Hoboken                     | 25 (+2)           |
| Merksem                     | 25                |
| Wilrijk                     | 25                |
| TOTAAL                      | 238 (+17)         |

#### Mechelen
Bart Somers, burgemeester van Mechelen sinds 2001, werd in 2019 minister in de regering-Jambon, maar keerde terug als burgemeester in november 2023. Hij werd lijsttrekker van de lijst "Voor Mechelen", samengesteld uit de bestaande meerderheidscoalitie Open Vld-Groen-M+.

#### Alle gemeenten
Alle gemeenten in de provincie Antwerpen:
| Gemeente                       | aantal raadsleden |
| ------------------------------ | ----------------- |
| Aartselaar                     | 23                |
| Antwerpen (fusie 2025)         | 55                |
| Arendonk                       | 23                |
| Baarle-Hertog                  | 11                |
| Balen                          | 27                |
| Beerse                         | 25                |
| Berlaar                        | 23 (+2)           |
| Boechout                       | 23                |
| Bonheiden                      | 25 (+2)           |
| Boom                           | 25                |
| Bornem                         | 27                |
| Brasschaat                     | 33                |
| Brecht                         | 31 (+2)           |
| Dessel                         | 21                |
| Duffel                         | 25                |
| Edegem                         | 27                |
| Essen                          | 25                |
| Geel                           | 35 (+2)           |
| Grobbendonk                    | 21                |
| Heist-Op-Den-Berg              | 35                |
| Hemiksem                       | 23 (+2)           |
| Herentals                      | 29                |
| Herenthout                     | 21 (+2)           |
| Herselt                        | 23                |
| Hoogstraten                    | 27                |
| Hove                           | 19                |
| Hulshout                       | 21                |
| Kalmthout                      | 25                |
| Kapellen                       | 29                |
| Kasterlee                      | 25                |
| Kontich                        | 27                |
| Laakdal                        | 25                |
| Lier                           | 33                |
| Lille                          | 25                |
| Lint                           | 19                |
| Malle                          | 25                |
| Mechelen                       | 43                |
| Meerhout                       | 21                |
| Merksplas                      | 19                |
| Mol                            | 33                |
| Mortsel                        | 29                |
| Niel                           | 21                |
| Nijlen                         | 27                |
| Olen                           | 23                |
| Oud-Turnhout                   | 23                |
| Putte                          | 25                |
| Puurs-Sint-Amands (fusie 2019) | 29                |
| Ranst                          | 25                |
| Ravels                         | 25 (+2)           |
| Retie                          | 21                |
| Rijkevorsel                    | 23                |
| Rumst                          | 25                |
| Schelle                        | 19                |
| Schilde                        | 27                |
| Schoten                        | 31                |
| Sint-Katelijne-Waver           | 27                |
| Stabroek                       | 25                |
| Turnhout                       | 35                |
| Vorselaar                      | 19                |
| Vosselaar                      | 21                |
| Westerlo                       | 29 (+2)           |
| Wijnegem                       | 21                |
| Willebroek                     | 29                |
| Wommelgem                      | 23                |
| Wuustwezel                     | 27                |
| Zandhoven                      | 23                |
| Zoersel                        | 27                |

### Limburg

#### Provincieraad
Voor de verkiezingen voor de provincieraad (31 zetels in totaal) was de provincie Limburg ingedeeld in drie kieskringen, die overeenkomen met de drie arrondissementen Hasselt (15 zetels), Maaseik (9 zetels) en Tongeren (7 zetels).

#### Gemeenten
Alle gemeenten in provincie Limburg:
| gemeente                       | aantal raadsleden |
| ------------------------------ | ----------------- |
| Alken                          | 21                |
| As                             | 19                |
| Beringen                       | 35                |
| Bilzen-Hoeselt (fusie 2025)    | 35 (gefuseerd)    |
| Bocholt                        | 23                |
| Bree                           | 25                |
| Diepenbeek                     | 25                |
| Dilsen-Stokkem                 | 27                |
| Genk                           | 39                |
| Gingelom                       | 19                |
| Halen                          | 21                |
| Hamont-Achel                   | 23                |
| Hasselt (fusie 2025)           | 43 (gefuseerd)    |
| Hechtel-Eksel                  | 23                |
| Heers                          | 19                |
| Herk-de-Stad                   | 23                |
| Herstappe                      | 7                 |
| Heusden-Zolder                 | 33 (+2)           |
| Houthalen-Helchteren           | 31                |
| Kinrooi                        | 23                |
| Lanaken                        | 29                |
| Leopoldsburg                   | 25                |
| Lommel                         | 31                |
| Lummen                         | 25 (+2)           |
| Maaseik                        | 29                |
| Maasmechelen                   | 35 (+2)           |
| Nieuwerkerken                  | 19 (+2)           |
| Oudsbergen (fusie 2019)        | 27                |
| Peer                           | 25                |
| Pelt (fusie 2019)              | 31                |
| Riemst                         | 25                |
| Sint-Truiden                   | 35                |
| Tessenderlo-Ham (fusie 2025)   | 31 (gefuseerd)    |
| Tongeren-Borgloon (fusie 2025) | 35 (gefuseerd)    |
| Voeren                         | 15                |
| Wellen                         | 19                |
| Zonhoven                       | 27                |
| Zutendaal                      | 19                |

### Oost-Vlaanderen

#### Provincieraad
Voor de verkiezingen voor de provincieraad (36 zetels in totaal) was de provincie Oost-Vlaanderen ingedeeld in drie kieskringen, die overeenkomen met drie groepen van telkens twee arrondissementen: Gent (met Eeklo, 15 zetels), Aalst-Oudenaarde (10 zetels) en Dendermonde-Sint-Niklaas (11 zetels). 

#### Gent
Open Vld (met burgemeester Mathias De Clercq) en Groen (met eerste schepen Filip Watteeuw) waren de twee grootste politieke fracties sinds de verkiezingen van 2018. De bestuurscoalitie bestond uit Vooruit-Groen (een gemeenschappelijke lijst in 2018), Open Vld en CD&V. Open Vld en Vooruit vormden voor deze verkiezing een gemeenschappelijke lijst "Voor Gent", tegenover een lijst van Groen.
Na de verkiezingen sloten Voor Gent en N-VA een akkoord, waar veel protest op kwam. Vooruit keurde het akkoord niet goed, waarna het initiatiefrecht naar Groen ging. Uiteindelijk gingen Voor Gent en Groen met elkaar in zee.

#### Sint-Niklaas
Bij de verkiezingen van 2018 bleef N-VA de grootste fractie van de stad. Zij vormden met Groen en Open Vld een coalitie. Conner Rousseau, de voorzitter van Vooruit, werd de lokale lijsttrekker van Vooruit.

#### Alle gemeenten
Alle gemeente in de provincie Oost-Vlaanderen:
| gemeente                                  | aantal raadsleden |
| ----------------------------------------- | ----------------- |
| Aalst                                     | 45 (+2)           |
| Aalter (fusie 2019)                       | 29                |
| Assenede                                  | 23                |
| Berlare                                   | 25 (+2)           |
| Beveren-Kruibeke-Zwijndrecht (fusie 2025) | 43 (gefuseerd)    |
| Brakel                                    | 25 (+2)           |
| Buggenhout                                | 23                |
| Deinze (fusie 2019)                       | 35                |
| Denderleeuw                               | 27                |
| Dendermonde                               | 35                |
| Destelbergen                              | 25                |
| Eeklo                                     | 27                |
| Erpe-Mere                                 | 27 (+2)           |
| Evergem                                   | 33                |
| Gavere                                    | 23                |
| Gent                                      | 53                |
| Geraardsbergen                            | 31                |
| Haaltert                                  | 25                |
| Hamme                                     | 29 (+2)           |
| Herzele                                   | 25                |
| Horebeke                                  | 11                |
| Kaprijke                                  | 17                |
| Kluisbergen                               | 17                |
| Kruisem (fusie 2019)                      | 25                |
| Laarne                                    | 23                |
| Lebbeke                                   | 27 (+2)           |
| Lede                                      | 25                |
| Lierde                                    | 17                |
| Lievegem (fusie 2019)                     | 29                |
| Lochristi (fusie 2025)                    | 31 (gefuseerd)    |
| Lokeren (fusie 2025)                      | 37 (gefuseerd)    |
| Maarkedal                                 | 17                |
| Maldegem                                  | 27                |
| Merelbeke-Melle (fusie 2025)              | 33 (gefuseerd)    |
| Nazareth-De Pinte (fusie 2025)            | 27 (gefuseerd)    |
| Ninove                                    | 35 (+2)           |
| Oosterzele                                | 23                |
| Oudenaarde                                | 31                |
| Ronse                                     | 29                |
| Sint-Gillis-Waas                          | 27 (+2)           |
| Sint-Laureins                             | 19 (+2)           |
| Sint-Lievens-Houtem                       | 21                |
| Sint-Martens-Latem                        | 19                |
| Sint-Niklaas                              | 43 (+2)           |
| Stekene                                   | 25                |
| Temse                                     | 31 (+2)           |
| Waasmunster                               | 21                |
| Wetteren                                  | 29                |
| Wichelen                                  | 23 (+2)           |
| Wortegem-Petegem                          | 17                |
| Zele                                      | 27                |
| Zelzate                                   | 23                |
| Zottegem                                  | 29                |
| Zulte                                     | 25                |
| Zwalm                                     | 19                |

### Vlaams-Brabant

#### Provincieraad
Voor de verkiezingen voor de provincieraad (36 zetels in totaal) was de provincie Vlaams-Brabant ingedeeld in twee kieskringen, die overeenkomen met de twee arrondissementen Leuven (16 zetels) en Halle-Vilvoorde (20 zetels).

#### Gemeenten
Alle gemeenten in de provincie Vlaams-Brabant:
| gemeente                | aantal raadsleden |
| ----------------------- | ----------------- |
| Aarschot                | 31 (+2)           |
| Affligem                | 23                |
| Asse                    | 33 (+2)           |
| Beersel                 | 29                |
| Begijnendijk            | 21                |
| Bekkevoort              | 17                |
| Bertem                  | 21                |
| Bever                   | 11                |
| Bierbeek                | 21                |
| Boortmeerbeek           | 23                |
| Boutersem               | 19                |
| Diest                   | 27                |
| Dilbeek                 | 35                |
| Drogenbos               | 17                |
| Geetbets                | 17                |
| Glabbeek                | 17                |
| Grimbergen              | 33                |
| Haacht                  | 25 (+2)           |
| Halle                   | 35 (+2)           |
| Herent                  | 27                |
| Hoegaarden              | 17                |
| Hoeilaart               | 21                |
| Holsbeek                | 21                |
| Huldenberg              | 21                |
| Kampenhout              | 23 (+2)           |
| Kapelle-op-den-Bos      | 21                |
| Keerbergen              | 23                |
| Kortenaken              | 19                |
| Kortenberg              | 27                |
| Kraainem                | 23                |
| Landen                  | 25                |
| Lennik                  | 21                |
| Leuven                  | 47                |
| Liedekerke              | 23                |
| Linkebeek               | 15                |
| Linter                  | 19                |
| Londerzeel              | 25                |
| Lubbeek                 | 25 (+2)           |
| Machelen                | 25                |
| Meise                   | 27 (+2)           |
| Merchtem                | 25                |
| Opwijk                  | 23                |
| Oud-Heverlee            | 21                |
| Overijse                | 29                |
| Pajottegem (fusie 2025) | 29 (gefuseerd)    |
| Pepingen                | 15                |
| Roosdaal                | 21                |
| Rotselaar               | 25                |
| Scherpenheuvel-Zichem   | 27                |
| Sint-Genesius-Rode      | 25                |
| Sint-Pieters-Leeuw      | 33 (+2)           |
| Steenokkerzeel          | 23                |
| Ternat                  | 25                |
| Tervuren                | 27                |
| Tielt-Winge             | 21                |
| Tienen                  | 33 (+2)           |
| Tremelo                 | 25 (+2)           |
| Vilvoorde               | 35                |
| Wemmel                  | 25                |
| Wezembeek-Oppem         | 23                |
| Zaventem                | 33 (+2)           |
| Zemst                   | 27                |
| Zoutleeuw               | 19                |

### West-Vlaanderen

#### Provincieraad
Voor de verkiezingen voor de provincieraad (36 zetels in totaal) was de provincie West-Vlaanderen ingedeeld in drie kieskringen, bestaande uit een of meerdere arrondissementen: Brugge (9 zetels), Ieper-Oostende-Diksmuide (met Veurne, 11 zetels) en Kortrijk-Roeselare-Tielt (16 zetels).

#### Gemeenten
Alle gemeenten in de provincie West-Vlaanderen:
| gemeente              | aantal raadsleden |
| --------------------- | ----------------- |
| Alveringem            | 17                |
| Anzegem               | 25                |
| Ardooie               | 21                |
| Avelgem               | 21                |
| Beernem               | 25                |
| Blankenberge          | 27                |
| Bredene               | 25                |
| Brugge                | 47                |
| Damme                 | 21                |
| Deerlijk              | 23 (+2)           |
| De Haan               | 23                |
| Dentergem             | 19                |
| De Panne              | 21                |
| Diksmuide             | 25                |
| Gistel                | 23                |
| Harelbeke             | 29                |
| Heuvelland            | 19                |
| Hooglede              | 21                |
| Houthulst             | 21                |
| Ichtegem              | 23                |
| Ieper                 | 33 (+2)           |
| Ingelmunster          | 21                |
| Izegem                | 29                |
| Jabbeke               | 23                |
| Knokke-Heist          | 31                |
| Koekelare             | 19                |
| Koksijde              | 27                |
| Kortemark             | 23                |
| Kortrijk              | 41                |
| Kuurne                | 23                |
| Langemark-Poelkapelle | 19                |
| Ledegem               | 21                |
| Lendelede             | 17                |
| Lichtervelde          | 21 (+2)           |
| Lo-Reninge            | 13                |
| Menen                 | 31                |
| Mesen                 | 9                 |
| Middelkerke           | 25                |
| Moorslede             | 21                |
| Nieuwpoort            | 21                |
| Oostende              | 41                |
| Oostkamp              | 27                |
| Oostrozebeke          | 19                |
| Oudenburg             | 21                |
| Pittem                | 17                |
| Poperinge             | 25                |
| Roeselare             | 39                |
| Spiere-Helkijn        | 11                |
| Staden                | 21                |
| Tielt (fusie 2025)    | 31 (gefuseerd)    |
| Torhout               | 27                |
| Veurne                | 23                |
| Vleteren              | 13                |
| Waregem               | 33                |
| Wervik                | 25                |
| Wevelgem              | 31                |
| Wielsbeke             | 21                |
| Wingene (fusie 2025)  | 27 (gefuseerd)    |
| Zedelgem              | 27                |
| Zonnebeke             | 23                |
| Zuienkerke            | 11                |
| Zwevegem              | 29 (+2)           |

De verkiezingen in Heuvelland moesten volledig worden overgedaan na klacht van de ontslagen algemeen directeur, die opkwam op de lijst van een oppositiepartij.

## Wallonië

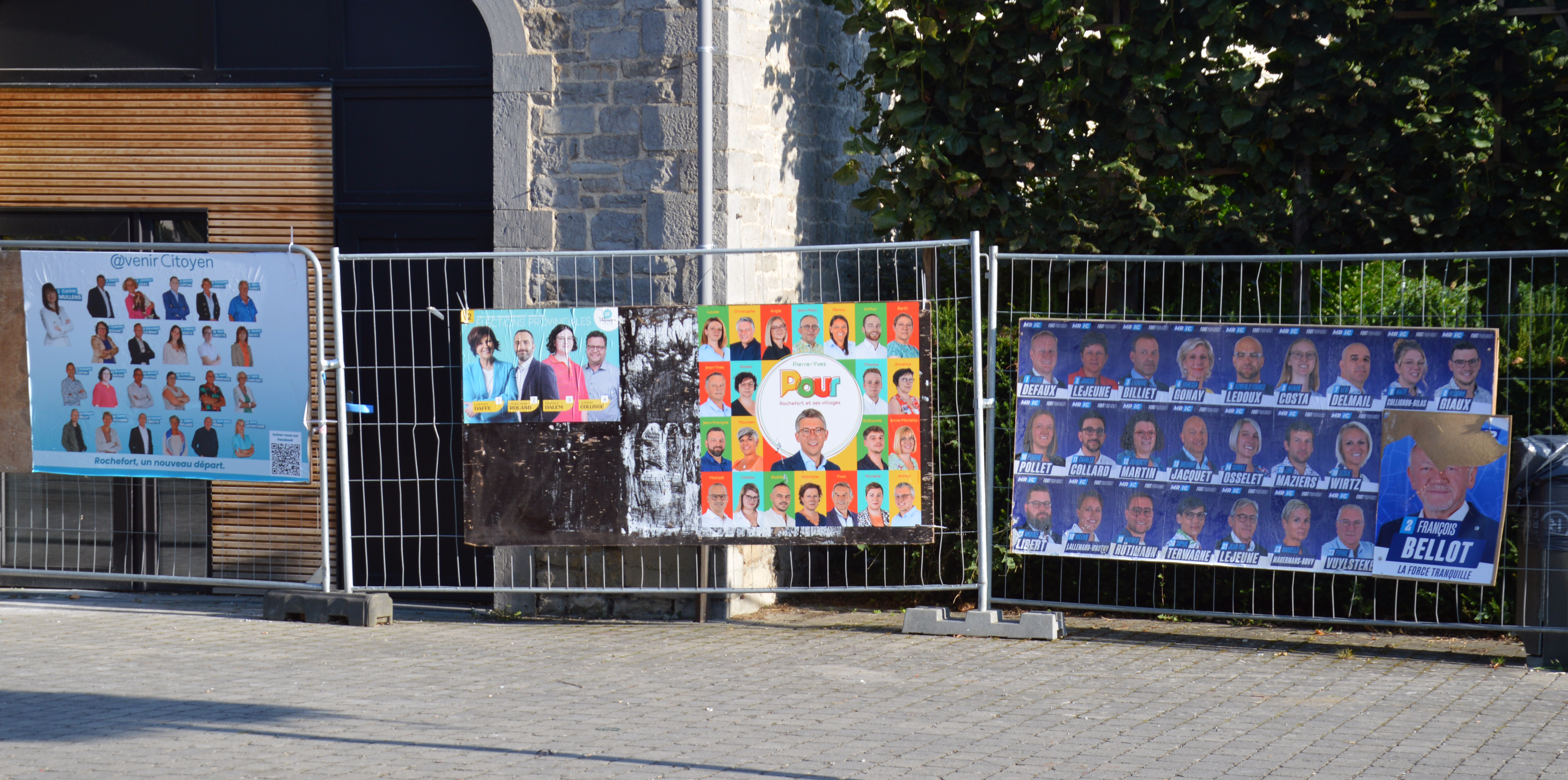
Verkiezingsaffiches van verschillende partijen in de gemeente Rochefort in Namen

In Wallonië werden vijf provincieraden en 261 gemeenteraden verkozen. Dat is één minder dan voordien vanwege de fusie van de gemeenten Bastenaken en Bertogne tot één gemeente.
Het Waals Gewest organiseerde de gemeenteraadsverkiezingen van de 252 Franstalige gemeenten en de provincieraadsverkiezingen.
De Duitstalige gemeenten niet meegerekend, kregen de volgende 22 gemeenten er 2 gemeenteraadsleden bij wegens bevolkingsgroei:
- Provincie Waals-Brabant: Eigenbrakel, Itter, Orp-Jauche, Waver
- Provincie Henegouwen: Aat, Chièvres, Frasnes-lez-Anvaing, Boussu, Froidchapelle
- Provincie Luik: Ferrières, Bitsingen, Herstal, Sprimont, Faimes, Oreye, Saint-Georges-sur-Meuse, Wasseiges
- Provincie Luxemburg: Aarlen, Martelange, Bertrix
- Provincie Namen: Houyet en Assesse

In acht gemeenten werd maar één lijst ingediend: Herbeumont, Houffalize, Rouvroy, Anhée, Bièvre, Vresse-sur-Semois, Limbourg en Verlaine. Kiezers konden wel een stem uitbrengen, want de kandidaat met de meeste stemmen wordt burgemeester (meestal, maar niet altijd, is dit de lijsttrekker).
In 183 gemeenten (70% van de gemeenten) haalde één lijst een absolute meerderheid van de zetels.
In Celles werd op 12 januari 2025 een nieuwe gemeenteraadsverkiezing gehouden na annulatie van de resultaten door onregelmatigheden met volmachten.

### Waals-Brabant
Voor de verkiezingen voor de provincieraad (37 zetels in totaal) was de provincie Waals-Brabant ingedeeld in twee kieskringen: Nijvel (16 zetels) en Waver (21 zetels). 

### Henegouwen
Voor de verkiezingen voor de provincieraad (56 zetels in totaal) was de provincie Henegouwen ingedeeld in tien kieskringen: Aat (5 zetels), Charleroi (9 zetels), Châtelet (4 zetels), Fontaine-l'Evêque (4 zetels), La Louvière (6 zetels), Bergen (4 zetels), Boussu (7 zetels), Zinnik (4 zetels), Thuin (4 zetels) en Doornik (9 zetels). 

### Luik
Voor de verkiezingen voor de provincieraad (56 zetels in totaal) was de provincie Luik ingedeeld in tien kieskringen: Hoei (6 zetels), Luik (10 zetels), Visé (5 zetels), Fléron (7 zetels), Seraing (4 zetels), Saint-Nicolas (6 zetels), Verviers (6 zetels), Dison (4 zetels), Eupen (4 zetels) en Borgworm (4 zetels). 

### Luxemburg
Voor de verkiezingen voor de provincieraad (37 zetels in totaal) was de provincie Luxemburg ingedeeld in zes kieskringen: Aarlen (8 zetels), Bastenaken (6 zetels), Marche-en-Famenne (7 zetels), Neufchâteau (5 zetels), Bouillon (4 zetels) en Virton (7 zetels). 

### Namen
Voor de verkiezingen voor de provincieraad (43 zetels in totaal, zes meer dan voordien) was de provincie Namen ingedeeld in zes kieskringen: Dinant (5 zetels), Ciney (4 zetels), Namen (9 zetels), Andenne (5 zetels), Gembloers (9 zetels) en Philippeville (5 zetels).

## Duitstalige gemeenten
De Duitstalige Gemeenschap organiseerde autonoom de verkiezing van de gemeenteraden van de 9 Duitstalige gemeenten. Ze bevinden zich in de provincie Luik, waarvoor wel ook provincieraadsverkiezingen door het Waals Gewest werden georganiseerd.
| Gemeente     | Zetels  |
| ------------ | ------- |
| Amel         | 17      |
| Büllingen    | 17      |
| Burg-Reuland | 13      |
| Bütgenbach   | 17      |
| Eupen        | 27 (+2) |
| Kelmis       | 21      |
| Lontzen      | 17      |
| Raeren       | 21      |
| Sankt Vith   | 21      |

In vier gemeenten haalde één lijst een absolute meerderheid: in Amel (slechts één lijst kwam op), Büllingen, Burg-Reuland en Bütgenbach (slechts één lijst kwam op). Dit is veel, zeker gezien dat de methode-D'Hondt wordt gehanteerd (die representatiever is) en niet de methode-Imperiali (die de grotere partijen bevoordeelt) zoals bij de andere gemeenteraadsverkiezingen. In Sankt Vith en Lontzen haalde een lijst iets minder dan 50% van de stemmen, wat in de rest van België een absolute meerderheid van zetels zou betekenen, maar niet in de Duitstalige Gemeenschap.

## Uitslag van lokale verkiezingen in het Vlaams Gewest
| Naam gemeente                | Provincie       | PVDA | Groen                                         | Vooruit                                             | CD&V                                                       | Open Vld                                         | N-VA                                         | Vlaams Belang | Andere/lokale partij |
| ---------------------------- | --------------- | ---- | --------------------------------------------- | --------------------------------------------------- | ---------------------------------------------------------- | ------------------------------------------------ | -------------------------------------------- | ------------- | --- |
| Aalst (stad)                 | Oost-Vlaanderen | 1    | 2                                             | 7                                                   | 6 (CD&V-Team)                                              | 3 (Voor Aalst)                                   | 16                                           | 10            | |
| Aalter                       | Oost-Vlaanderen | -    | 6                                             | -                                                   | 13 (CD&V-DU)                                               | -                                                | 8                                            | 2             | |
| Aarschot (stad)              | Vlaams-Brabant  | 0    | 2                                             | 12 (in kartel met Open Vld als Iedereen Aarschot)   | 9                                                          | 12 (in kartel met Vooruit als Iedereen Aarschot) | 4                                            | 4             | |
| Aartselaar                   | Antwerpen       | -    | 1                                             | -                                                   | -                                                          | 1 (Lokaal Liberaal)                              | 13                                           | 2             | Samen NAP (3) ieder1 Aartselaar (3) Sterk 1 (0) |
| Affligem                     | Vlaams-Brabant  | -    | 0                                             | 10 (in kartel met CD&V als Team Burgemeester)       | 10 (in kartel met Vooruit als Team Burgemeester)           | 6 (Open Affligem)                                | 5                                            | 2             | |
| Alken                        | Limburg         | -    | 2                                             | 1                                                   | 8 (in kartel met Open Vld als 3570)                        | 8 (in kartel met CD&V als 3570)                  | 9                                            | -             | Absoluut Alken (1) |
| Alveringem                   | West-Vlaanderen | -    | -                                             | -                                                   | 11 (Gemeentebelangen+CD&V)                                 | -                                                | 6 (in kartel met P.R.O. als Stem)            | -             | P.R.O. (6) (in kartel met N-VA als Stem) |
| Antwerpen (stad)             | Antwerpen       | 12   | 6                                             | 7                                                   | 1                                                          | 0                                                | 23                                           | 6             | Team Fouad Ahidar A+ (0) DierAnimal (0) Vista Volt (0) OL-A (0) VoorUAntwerpen (0)                                                                         |
| Anzegem                      | West-Vlaanderen | -    | 6 (Inzet)                                     | -                                                   | 4 (in kartel met Gemeentebelangen & Eendracht als ons DNA) | 13 (Samenéén)                                    | 1                                            | 1             | Gemeentebelangen (4) (in kartel met CD&V & Eendracht als ons DNA) Eendracht (4) (in kartel met CD&V & Gemeentebelangen als ons DNA)                        |
| Ardooie                      | West-Vlaanderen | -    | -                                             | 1 (Samenplus)                                       | 3 (STROOM)                                                 | 16 (Groep82)                                     | -                                            | 1             | |
| Arendonk                     | Antwerpen       | -    | 0 (Meer dan Groen)                            | 1                                                   | 14 (iedereen 2370)                                         | -                                                | 5 (in kartel met A+ als N-VA+)               | 3             | A+ (5) (in kartel met N-VA als N-VA+) |
| As                           | Limburg         | -    | -                                             | 4 (in kartel met CD&V als ANders)                   | 4 (in kartel met Vooruit als ANders)                       | -                                                | 15 (in kartel met Lijst Truyen als Voluit!)  | -             | Voluit! (15) (in kartel met N-VA als Voluit!) |
| Asse                         | Vlaams-Brabant  | 1    | 2                                             | 12 (in kartel met CD&V als Team Burgemeester)       | 12 (in kartel met Vooruit als Team Burgemeester)           | 4 (Anders Liberaal)                              | 11                                           | 2             | B-A-Z (1) |
| Assenede                     | Oost-Vlaanderen | -    | 1 (Meer dan Groen)                            | 6                                                   | 13 (in kartel met Open Vld als Lokaal Sterk!)              | 13 (in kartel met CD&V als Lokaal Sterk!)        | 1                                            | 2             | |
| Avelgem                      | West-Vlaanderen | -    | 4 (in kartel met Vooruit als Tandem)          | 4 (in kartel met Groen als Tandem)                  | 6 (Team Avelgem)                                           | 11 (Gemeentebelangen)                            | 0                                            | -             | |
| Baarle-Hertog                | Antwerpen       | -    | -                                             | -                                                   | -                                                          | -                                                | 5                                            | -             | CDK (5) FORUM+ (1) |
| Balen                        | Antwerpen       | 0    | -                                             | 3                                                   | 11                                                         | -                                                | 6                                            | 5             | DEGOEIZAAK (2) VVP Balen Olmen (0) |
| Beernem                      | West-Vlaanderen | -    | 1                                             | 3                                                   | 12                                                         | -                                                | 9                                            | -             | Beernems Belang (0) |
| Beerse                       | Antwerpen       | -    | 0 (Samen Beter)                               | 2 (in kartel met Open Vld als BEERSEplus)           | 9 (in kartel met Vlim.be als CDE-Vlim.be)                  | 2 (in kartel met Vooruit als BEERSEplus)         | 6                                            | 5             | Vlim.be (9) (in kartel met CDE als CDE-Vlim.be) Ons2340 (3)                                                                                                |
| Beersel                      | Vlaams-Brabant  | -    | 4 (in kartel met Vooruit als WijZijnBeersel)  | 4 (in kartel met Groen als WijZijnBeersel)          | 15 (Lijst Burgemeester)                                    | 4 (in kartel met N-VA als N-VA+Blauw)            | 4 (in kartel met Open Vld als N-VA+Blauw)    | 4             | MR Beersel (2) |
| Begijnendijk                 | Vlaams-Brabant  | -    | -                                             | 8 (in kartel met CD&V & CDB & Samen als Samen-CD&V) | 8 (in kartel met Vooruit & CDB & Samen als Samen-CD&V)     | -                                                | 1                                            | 1             | MGB (11) Leef (0) S.A.F.E. (0) CDB (8) (in kartel met Vooruit & CD&V & Samen als Samen-CD&V) Samen (8) (in kartel met Vooruit & CD&V & CDB als Samen-CD&V) |
| Bekkevoort                   | Vlaams-Brabant  | -    | -                                             | 7 (Ons Dorp)                                        | 6 (CD&V Plus)                                              | 0 (Blauw 2.0)                                    | 4                                            | -             | |
| Beringen (stad)              | Limburg         | 0    | 0                                             | 5                                                   | 14                                                         | 2 (Team Voluit)                                  | 9                                            | 5             | Graag! (0) Interactief Beringen (0) |
| Berlaar                      | Antwerpen       | -    | 1 (Groen Toekomst2590)                        | 0                                                   | 9                                                          | -                                                | 7                                            | 3             | Ons Dorp (3) |
| Berlare                      | Oost-Vlaanderen | -    | -                                             | 0                                                   | 7 (Project9290+CD&V)                                       | 13 (Team Burgemeester)                           | 2                                            | 2             | Gemeentebelangen (1) |
| Bertem                       | Vlaams-Brabant  | -    | 1                                             | 9 (in kartel met Open Vld als Plus)                 | 8                                                          | 9 (in kartel met Vooruit als Plus)               | 3                                            | -             | |
| Bever                        | Vlaams-Brabant  | -    | -                                             | -                                                   | 9 (Thuis in Bever)                                         | 1 (Helderblauw)                                  | -                                            | -             | Transparant Bever (1) Bever 2.0 (0) |
| Beveren-Kruibeke-Zwijndrecht | Oost-Vlaanderen | -    | 6 (Groen & Co)                                | 4                                                   | 15 (in kartel met Open Vld als Wij, Samen Sterk)           | 15 (in kartel met CD&V als Wij, Samen Sterk)     | 11                                           | 7             | Filip Kegels (0) |
| Bierbeek                     | Vlaams-Brabant  | -    | 2                                             | 2                                                   | 10                                                         | 3 (Open Bierbeek)                                | 4                                            | -             | |
| Bilzen-Hoeselt (stad)        | Limburg         | -    | 1 (Best Groen)                                | 13 (in kartel met Open Vld als Team Burgemeester)   | 12 (Trots)                                                 | 13 (in kartel met Vooruit als Team Burgemeester) | 5 (N-VA-Fusiebelang)                         | 4             | |
| Blankenberge (stad)          | West-Vlaanderen | -    | -                                             | 4                                                   | 4 (CD&V Plus)                                              | 8 (Team Blankenberge)                            | 8                                            | 3             | |
| Bocholt                      | Limburg         | -    | -                                             | 5 (SAMEN)                                           | 13 (VIA)                                                   | -                                                | 4                                            | -             | Bocholt Beleeft (1) |
| Boechout                     | Antwerpen       | -    | 2 (Groen-Gangmaker)                           | -                                                   | 1 (Hart voor Boechout-Vremde)                              | -                                                | 6                                            | 1             | PRO Boechout & Vremde (10) 't Dorp (3) |
| Bonheiden                    | Antwerpen       | -    | 3                                             | -                                                   | 9 (in kartel met Brug! als Brug!)                          | 4 (Team 2820)                                    | 8                                            | 1             | Brug! (9) (in kartel met CD&V als Brug!) |
| Boom                         | Antwerpen       | 1    | 5 (in kartel met CD&V als Samen2850)          | 5                                                   | 5 (in kartel met Groen als Samen2850)                      | 0                                                | 6                                            | 5             | BOOM+ (3) |
| Boortmeerbeek                | Vlaams-Brabant  | -    | 2                                             | 9 (in kartel met Samen als Samen Boortmeerbeek)     | 4                                                          | 3                                                | 5                                            | 0             | Samen (9) (in kartel met Vooruit als Samen Boortmeerbeek) BMB Alternatief (0)                                                                              |
| Bornem                       | Antwerpen       | 0    | 1 (Samen Groen)                               | 4                                                   | 13                                                         | 0 (Dynamisch Bornem)                             | 4                                            | 5             | |
| Boutersem                    | Vlaams-Brabant  | -    | 2                                             | 8 (Voor Boutersem)                                  | 7                                                          | -                                                | 2                                            | -             | Dorpspartij Boutersem (0) Mijn Dorp (0) |
| Brakel (stad)                | Oost-Vlaanderen | -    | 1                                             | 1                                                   | 6 (in kartel met N-VA als Broakel 2.0)                     | 13                                               | 6 (in kartel met CD&V als Broakel 2.0)       | 4             | |
| Brasschaat                   | Antwerpen       | 1    | 4 (in kartel met Vooruit als Brasschaat 2012) | 4 (in kartel met Groen als Brasschaat 2012)         | 5                                                          | 0 (Lokaal & Liberaal)                            | 18                                           | 5             | |
| Brecht                       | Antwerpen       | -    | -                                             | 15 (in kartel met CD&V-CDB & Open Vld als nu2960)   | 15 (CD&V-CDB in kartel met Vooruit & Open Vld als nu2960)  | 15 (in kartel met Vooruit & CD&V-CDB als nu2960) | 10                                           | 6             | |
| Bredene                      | West-Vlaanderen | -    | 0 (8450Anders)                                | 11                                                  | 1 (Team Bredene)                                           | 8 (in kartel met N-VA als Alternatief24)         | 8 (in kartel met Open Vld als Alternatief24) | 5             | V.I.T.A.L. (0) |
| Bree (stad)                  | Limburg         | -    | -                                             | -                                                   | 9 (onsBree)                                                | 10 (Verjonging)                                  | 4                                            | 2             | |

Opmerking: De grootste partij met de verkiezingen staat aangegeven in het vet.